# Elrod House
Elrod House is een villa die ontworpen is door de Amerikaanse architect John Lautner. Het huis is destijds gebouwd in opdracht van de binnenhuisarchitect Arthur Elrod.
Het staat in Palm Springs in Californië.
Dit huis is een voorbeeld van zijn zogenaamde 'free architecture', waarbij architectuur en natuur worden gecombineerd.
Het staat op de richel van een bergwand en de rotspartijen lopen dwars door de muren, ramen en vloeren naar binnen. Door de combinatie van beton, glas en de rotsen heeft het iets van een moderne grot.
Het belangrijkste onderdeel van de woning is de kegelvormige woonkamer.
Het zwembad ligt gedeeltelijk in deze woonkamer en gedeeltelijk buiten. Het bad biedt een uitzicht over Palm Springs en de San Jacinto Peak. Er is een glazen schuifpui waarmee het binnendeel afgesloten kan worden van de buitenwereld.
Het huis werd als decor gebruikt in de James Bondfilm Diamonds Are Forever.
Het adres is: 2175 Southridge Dr, Palm Springs